# Quintas

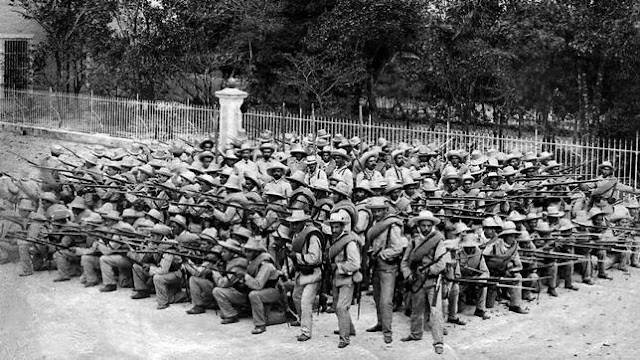
Formación de soldados con destino a Cuba (última década del)

Las quintas fue un sistema de reclutamiento forzoso de jóvenes para el Ejército de España que estuvo vigente desde la primera mitad del siglo XVIII hasta 1912 en que fue sustituido por el servicio militar obligatorio. Al igual que el sistema de matrícula de mar para la Armada española fue objeto de un continuado y radical rechazo por parte de las clases populares, que eran quienes lo sufrían (era la «contribución de la sangre»), ya que las clases medias y altas contaban con dos métodos para evitar que sus hijos fueran reclutados: la redención en metálico (pagar al Estado una cantidad de dinero) o la sustitución (pagar a otra persona para que fuera en su lugar). Con el establecimiento del servicio militar obligatorio aprobado en 1912 por las Cortes a propuesta del Gobierno de José Canalejas se pretendió acabar con esta discriminación al ponerse fin a la redención en metálico y a la sustitución, pero los hijos de las clases acomodadas siguieran eludiendo el servicio militar (aunque no totalmente) con los llamados soldados de cuota, figura que no sería suprimida hasta 1936, bajo la Segunda República Española.

## Historia
Tras su acceso al trono Felipe V se propuso reorganizar el Ejército, al igual que la Armada. Hasta entonces estaba integrado por voluntarios a sueldo y que en su mayoría eran extranjeros ―valones, irlandeses e italianos―, y por hombres reclutados mediante levas forzosas de vagabundos, maleantes y vagos. Para ampliar su número se estableció un tercer sistema: las quintas. Consistía en el sorteo de uno de cada cinco varones jóvenes de  cada localidad hasta completar el número asignado a la misma de acuerdo con las necesidades establecidas por la Corona. Al parecer la primera quinta se decretó mediante una Real Cédula de 1730 que debía alcanzar los 4806 hombres. Le siguieron la de 1741 y la de diciembre de 1746, llamada de los 25 000 por el número de hombres que debían ser reclutados.
Bajo Carlos III la Real Ordenanza de 13 de noviembre de 1770 estableció que todos los varones solteros útiles de entre los diecisiete y los treinta y seis años de edad serían sorteados anualmente. Sin embargo, la Real Ordenanza no se aplicó ni en Cataluña ni en las Vascongadas, debido al rechazo que suscitó en esos dos territorios, con motines incluidos. Durante el reinado de Carlos IV un tercio de los componentes del Ejército provenían de las quintas pero la mitad seguían siendo voluntarios extranjeros a sueldo. El resto provenía de levas forzosas.

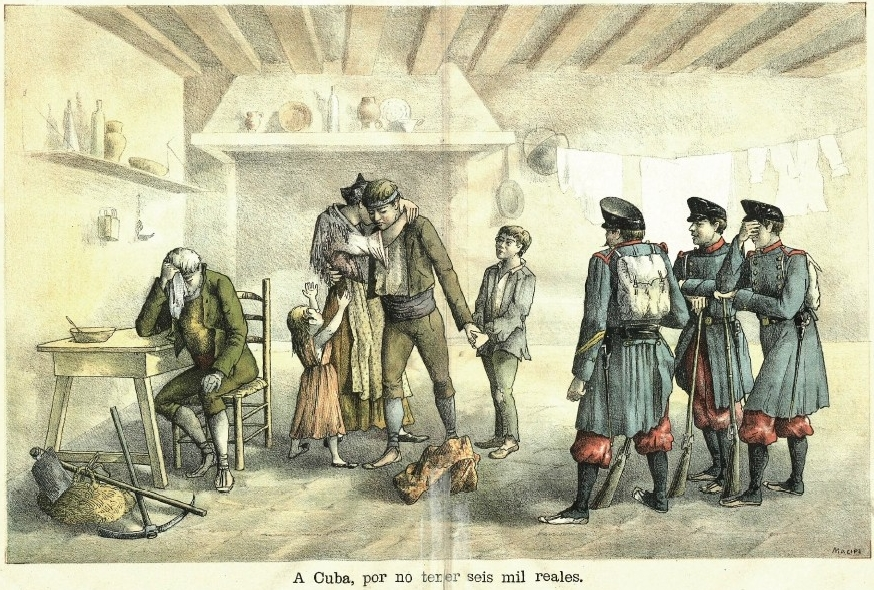
Grabado de Antonio Macipe publicado en El Motín el 12 de abril de 1885 con el título "A Cuba, por no tener seis mil reales". Muestra la discriminación que suponía la redención en metálico que permitía a los hijos de las clases acomodadadas librarse del servicio militar a cambio del pago de una determinada cantidad de dinero (en este caso 1500 pesetas, una suma considerable para la época).

Con el triunfo de la revolución liberal el servicio militar pasó a ser un honroso deber de los ciudadanos (varones). El artículo 9 de la Constitución de 1812 decía: «Está obligado todo español a defender la patria con las armas, cuando sea llamado por la ley». Y el 361: «Ningún español podrá excusarse del servicio militar cuando y en la forma que fuere llamado por la ley». Sin embargo, como sucedió en otros países, se establecieron dos formas de exención del servicio militar: la redención en metálico y la sustitución. Fueron establecidas en la Ordenanza sobre quintas aprobada en 1837 por el gobierno del liberal progresista José María Calatrava, en plena guerra carlista. En la Ordenanza se abolían las exenciones gratuitas (nobles, clérigos, ciertas profesiones, etc.) pero se permitía la conmutación por dinero del servicio militar: la redención en metálico que suponía un desembolso de entre quinientas a mil pesetas, una cantidad considerable para la época, o la sustitución que permitía pagar a un sustituto, lo que podía costar entre las quinientas y las mil doscientas cincuenta pesetas. Las familias modestas que pudieron permitírselo recurrieron a los seguros contra las quintas, que pagaban mediante cuotas desde el momento del nacimiento de un hijo varón para así librarlo del servicio militar.
El sistema era, pues, tremendamente injusto ―«era un servicio a la patria que sólo cumplían quienes no tenían suficiente riqueza para pagar la redención o un sustituto», ha afirmado Carlos Gil Andrés― y provocó algaradas y motines de protesta a lo largo del siglo XVIII y del siglo XIX sobre todo en los momentos previos a los sorteos y en los que también participaban las madres de los jóvenes a quintar. La Revolución de 1868 que dio inicio al Sexenio Democrático prometió la abolición de las quintas pero ni el Gobierno provisional de 1868-1871 ni los gobiernos del reinado de Amadeo I pudieron aprobarla a causa de las guerras de Cuba y carlista. Las esperanzas se depositaron en el advenimiento de la República, como se muestra en esta copla que se cantaba en Cartagena:

Si la República viene,

No habrá quintas en España,

Por eso aquí hasta la Virgen,

Se vuelve republicana.

En efecto, la Primera República española aprobó la abolición de las quintas el 18 de febrero de 1873, sólo una semana después de haberse proclamado, siendo sustituidas en el «Ejército activo» por «soldados voluntarios retribuidos», mientras que «todos los mozos que el 1 de enero tengan veinte años cumplidos» formarán el «Ejército de reserva», cuyo servicio «durará tres años» y en el que «no se admitirá la redención en metálico». Para hacer frente a las necesidades inmediatas del Ejército —las dos guerras, la de Cuba y la carlista, continuaban—, se organizaron ochenta batallones francos, con 600 hombres cada uno, en los que cada soldado cobraría dos pesetas diarias —una cantidad superior al salario de los jornaleros agrícolas, por lo que se suponía que había de atraer voluntarios—. Sin embargo, como ya habían pronosticado algunos miembros de la Asamblea Nacional contrarios a la propuesta, los batallones francos fueron un completo fracaso porque a mediados de junio solo se habían presentado unos 10 000 voluntarios para las 48 000 plazas que había que cubrir, pero sobre todo porque los que lograron formarse, según el republicano Enrique Vera y González, «dieron un resultado tan funesto que, lejos de poderse utilizar contra los enemigos de la libertad, hubo que disolverlos». Por esta causa, los quintos que habían sido reclutados en años anteriores no fueron licenciados, lo que provocó una gran frustración.
Durante la Restauración hubo un primer intento de abolición en 1886 pero la oposición de las clases acomodadas provocó que el proyecto de ley fuera retirado. Hubo que esperar a febrero de 1912 bajo el gobierno del liberal José Canalejas para que se instaurara el servicio militar obligatorio mediante la Ley de Reclutamiento y Reemplazo del Ejército que abolió la redención en metálico y la sustitución. Hasta entonces  entre un veinte y un veinticinco por ciento de los quintados habían conmutado el servicio militar por dinero.
Sin embargo, con la ley de 1912 la discriminación no desapareció al permitirse los llamados soldados de cuota que sólo permanecían en filas cinco o diez meses en lugar de tres años tras pagar mil o dos mil pesetas, respectivamente. En 1914 se estableció otro privilegio para las clases acomodadas: el «cambio de número» que permitía eludir el destino en el Protectorado español de Marruecos, una zona de guerra. La dictadura de Primo de Rivera mantuvo los soldados de cuota con las únicas modificaciones de que la cantidad a pagar estaría en proporción a la fortuna de la familia y de que el tiempo de servicio sería de nueve meses. Los soldados de cuota fueron abolidos en 1936 durante la Segunda República Española. El franquismo no los restableció pero se implantó un sistema de servicio militar más reducido y más flexible para las clases altas: las Milicias Universitarias.